# 허스키에너지

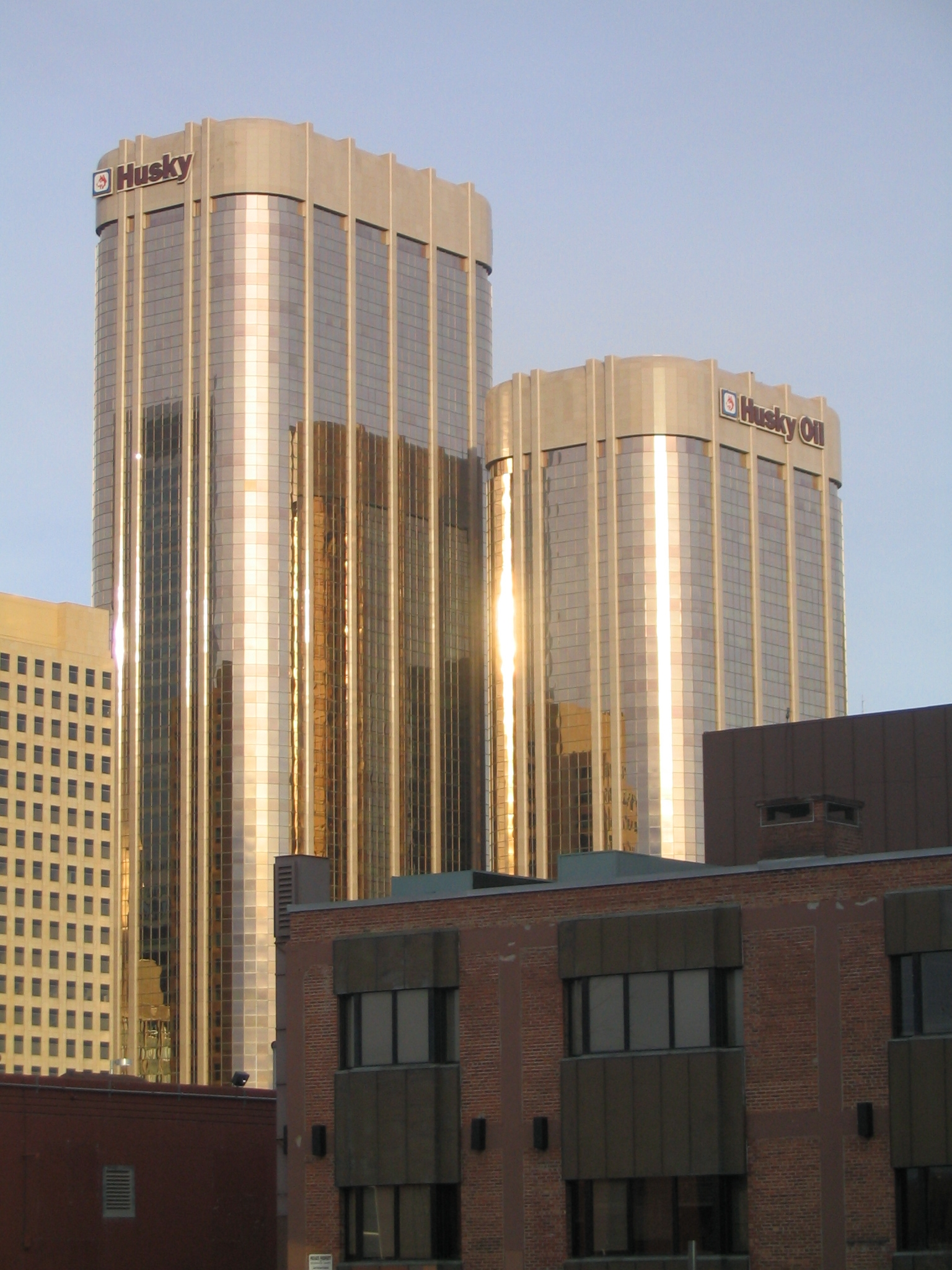
허스키 에너지 본사

허스키 에너지(Husky Energy)는 캐나다 알버타 주 캘거리에 창립한 종합 정유회사이다. 석유, 천연가스의 생산, 유통이 주력이며 캐나다 뿐 아니라 미국, 중국, 인도네시아에도 사업장이 있다. 2007년 기준 약 4100명의 직원을 고용하고 있다. 상표로 모호크 가솔린(Mohawk Gasoline)을 소유하고 있다. 홍콩의 사업가인 리카싱의 투자회사인 허치슨 그룹(Hutchison Whampoa Group)이 최대주주이었으나, 2020년 세노부스에너지로의 피인수가 결정됐고 2021년 1월 허스키는 세노부스의 자회사가 됐다.

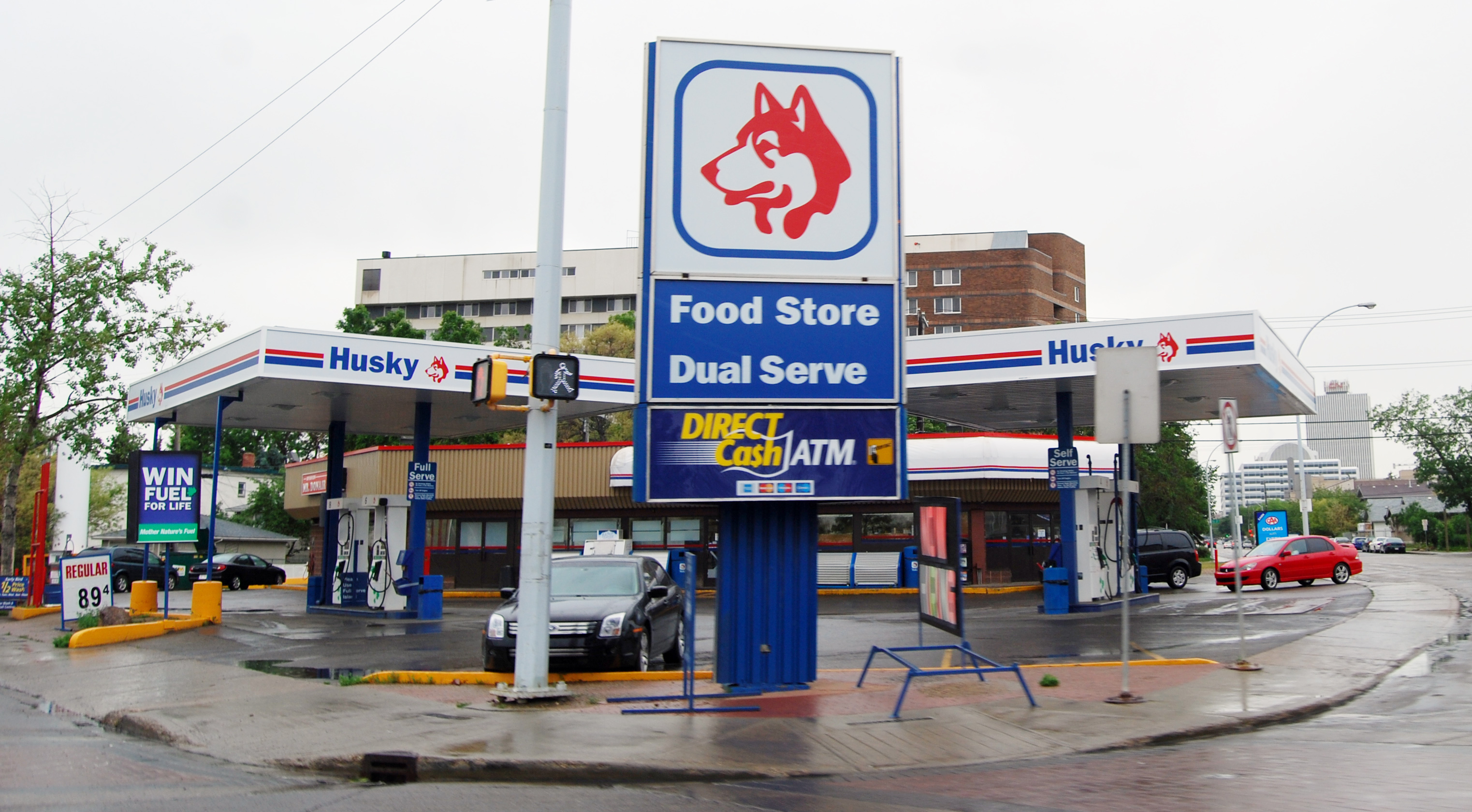
허스키 주유소